# Peter Moser (Orgelbauer)

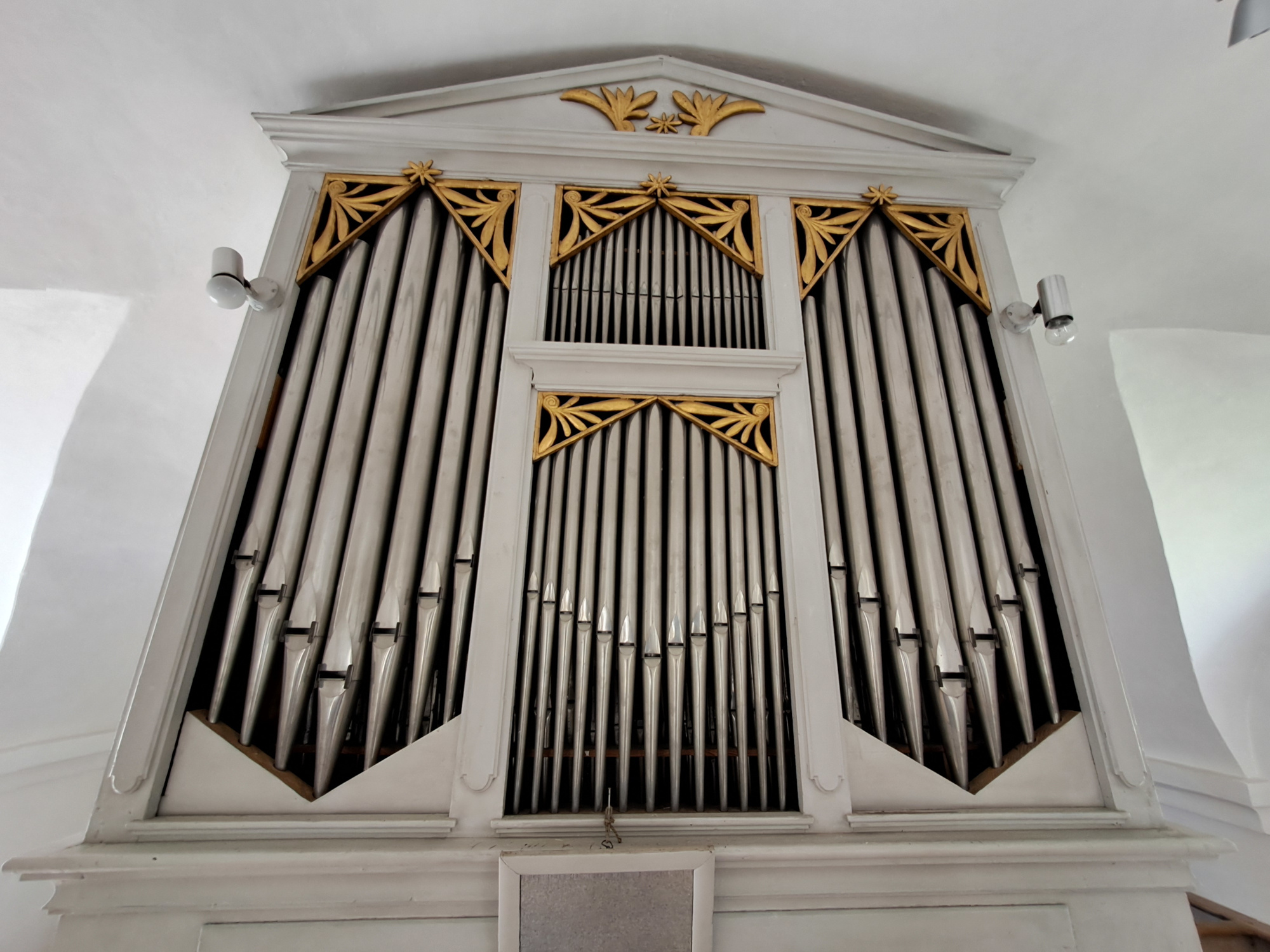
Erhaltene Orgel von St. Georg, Pfaffenhofen

Peter Moser (* vor 1838; † nach 1867) war ein deutscher Orgelbauer.

## Leben
Der Schullehrersohn Peter Moser gründete seine Werkstatt in Rottbach und verlegte sie 1845 nach Mammendorf. Während seiner Tätigkeiten zwischen 1838 und ca. 1854 sind 32 Neubauten nachweisbar, von denen viele nicht mehr erhalten sind.